# Гедвігіальні
Гедвігіальні (Hedwigiales) — порядок мохів. Він названий на честь Йоганнеса Гедвіга (1730–1799), засновника сучасної бріології.

## Опис
Це акрокарпний мох середнього чи великого розміру з нерегулярним розгалуженням. Середня жилка зазвичай не присутня на листках.

## Класифікація
Є три родини, розміщені в Hedwigiales:
- Hedwigiaceae
- Helicophyllaceae
- Rhacocarpaceae